# جیووانی باتیستا سالوی دا ساسوفراتو
جووانی باتیستا سالوی دا ساسوفراتو (به انگلیسی: Giovanni Battista Salvi da Sassoferrato؛ زادهٔ ۲۵ اوت ۱۶۰۹ – درگذشتهٔ ۸ اوت ۱۶۸۵) که همچنین با نام جیووانی باتیستا سالوی نیز شناخته می‌شود، نقاش باروک ایتالیایی بود که به خاطر تعهد باستانی‌اش به سبک رافائل شهرت داشت. وی اغلب تنها توسط شهر محل تولدش (ساسوفراتو)، همان‌طور که در زمان او مرسوم بود، نامیده می‌شود، و همچنین، عمدتا نامش در کنار داوینچی و کاراواجو دیده می‌شود.